# Alexandrina Ciocan
Alexandrina Ciocan (născută Vutcariova; n. 7 ianuarie 1995) este o fotbalistă din Republica Moldova care joacă pe post de atacant. A făcut parte din echipa națională de fotbal feminin a Republicii Moldova.